# بلیر، شهرستان کلی، فلوریدا
بلیر (به انگلیسی: Bellair) یک منطقهٔ مسکونی در ایالات متحده آمریکا است که در شهرستان کلی، فلوریدا واقع شده‌است.